# Marcel Masse

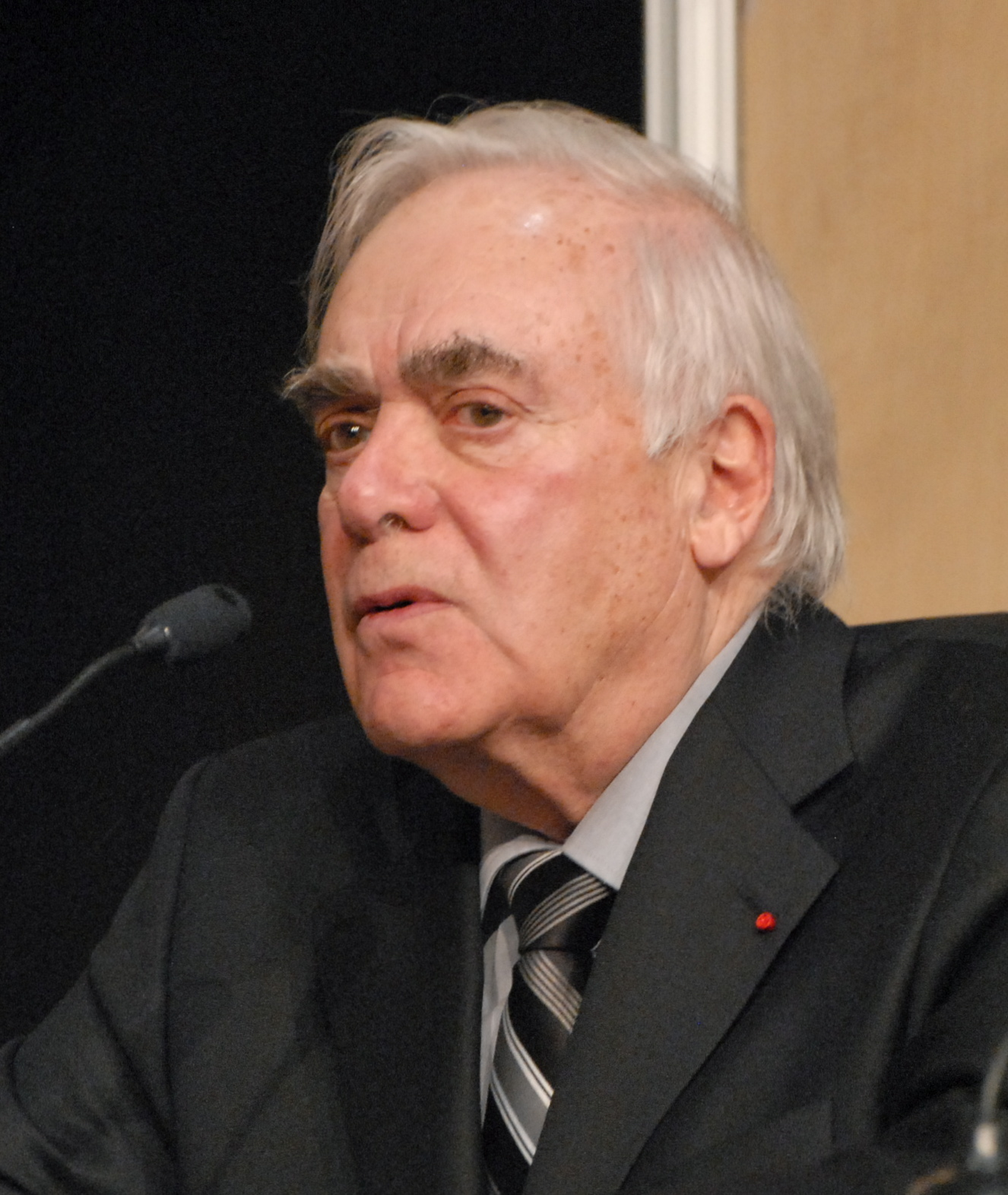
Marcel Masse (2012).

Hon. Marcel Masse, PC (* 27. Mai 1936 in Saint-Jean-de-Matha, Québec; † 25. August 2014 in Sainte-Agathe-des-Monts, Québec) war ein kanadischer Politiker der progressiv-konservativen Partei, der unter anderem im 24. kanadischen Kabinett von 1991 bis 1993 Verteidigungsminister war. Er war auch von 1984 bis 1985, von 1985 bis 1986 sowie von 1989 bis 1991 Minister für Kommunikation und zudem von 1986 bis 1989 Minister für Energie, Bergbau und Ressourcen.

## Leben

### Lehrer, Abgeordneter und Minister in Québec
Marcel Masse, Sohn des Chirurgen Rosaire Masse und von Angéline Clermont, absolvierte die Grund- und Sekundarschule in Joliette, dann in Montreal an der École Normale Jacques-Cartier, wo er ein Diplom in Pädagogik erhielt. Er absolvierte zudem ein Studium der Geschichte an der Universität Montreal sowie der Politikwissenschaft am Institut d’études politiques de Paris (IEP de Paris). Im Anschluss war er von 1962 bis 1966 Geschichtslehrer bei der Regionalen Schulbehörde von Lanaudière in Joliette sowie von 1963 bis 1965 Präsident des Lehrerverbands der Diözese Joliette und zugleich von 1964 bis 1966 Präsident des Lehrerverbands von Lanaudière. 1963 war er Gründungspräsident des Rates der Künste von der Region Joliette sowie von 1964 bis 1966 auch Präsident der Saint-Jean-Baptiste-Gesellschaft der Diözese Joliette. 1965 wurde er Mitglied des Planungsausschusses für voruniversitäre und berufliche Bildung des Bildungsministeriums von Québec.
Masse wurde am 5. Juni 1966 für die Union nationale (UN) im Wahlkreis Montcalm erstmals zum Mitglied der Nationalversammlung von Québec gewählt. Nach dem Sieg der UN bei dieser Wahl wurde er am 16. Juni 1966 Staatsminister für Bildung im Kabinett von Premierminister Daniel Johnson, Sr. und behielt dieses Amt bis zum 20. Dezember 1967. Zugleich war er Beigeordneter Minister für die Expo 67, die Weltausstellung 1967 in Montreal. Er wurde am 20. Dezember 1967 Staatsminister für den öffentlichen Dienst und bekleidete dieses Amt nach dem Tode von Premierminister Johnson vom 26. September 1968 bis zum 23. Dezember 1969 auch im Kabinett von dessen Nachfolger Jean-Jacques Bertrand. Daneben fungierte er vom 10. Oktober 1968 bis ans Ende von Bertrands Amtszeit am 12. Mai 1970 als Beigeordneter Staatsminister für das Entwicklungsbüro von Ost-Quebec. Des Weiteren war er vom 23. Juli 1969 bis zum 12. Mai 1970 Minister für zwischenstaatliche Angelegenheiten im Kabinett Bertrand. Bei den Wahlen am 29. April 1970 wurde er wieder zum Mitglied der Nationalversammlung von Québec gewählt, verlor jedoch seine Ministerämter nach der Niederlage der Union nationale bei diesen Wahlen. Nachdem er am 19. Juni 1971 aus der UN ausgeschieden war, gehörte er der Nationalversammlung als Parteiloser an. Bei den Wahlen am 29. Oktober 1973 wurde er jedoch nicht wieder in die Nationalversammlung von Québec gewählt.

### Erfolglose Unterhauskandidaturen und Tätigkeiten bis 1984
Nach Beendigung seiner politischen Tätigkeit in Québec kandidierte Masse bei der kanadischen Unterhauswahl am 8. Juli 1974 für die Progressiv-konservative Partei Kanadas im Wahlkreis Labelle für ein Mandat im Unterhaus, verpasste aber trotz 14.928 Stimmen den Einzug in dieses. Daraufhin war er von 1974 bis 1984 Mitarbeiter der Lavalin-Gruppe, einem Bauingenieurs- und Bauunternehmens. Er war von 1974 bis 1976 Direktor des Institutional Support Project bei der Integrated Development Authority der Region Liptako-Gourma (Mali, Obervolta und Niger) im Rahmen des Programms der Vereinten Nationen für die Entwicklung (UNDP). Er war Teilnehmer an der Entwicklung des Schulungsprogramms des National Ports Office of Cameroon sowie von 1977 bis 1979 Vizepräsident von Éconosult und verantwortlich für den Aufbau der Ausbildungskomponente, dann von 1979 bis 1984 Vizepräsident von Lavalin Inc. für Marketing und Geschäftsentwicklung. Er absolvierte zudem Studiengänge der Fächer Französische Zivilisation an der Université Paris 1 Panthéon-Sorbonne, Politik- und Wirtschaftsgeschichte des Commonwealth of Nations an der City, University of London sowie 1978 Internationales Marketing am Europäischen Institut für Betriebswirtschaftslehre in Fontainebleau.
Marcel Masse war des Weiteren War Gründungspräsident mehrerer Veranstaltungen und Stiftungen wie dem Festival international de Lanaudière für klassische Musik von 1977 bis 1981 sowie der Fondation Wilfrid-Pelletier von 1982 bis 1984. Bei der kanadischen Unterhauswahl am 18. Februar 1980 bewarb er sich im Wahlkreis Labelle abermals für einen Sitz im Unterhaus, verlor mit 9.829 aber erneut. Er war außerdem von 1979 bis 1982 Mitglied und Co-Vorsitzender der Kanadischen Flüchtlingsstiftung, von 1983 bis 1984 Ehrenpatron der Nord-Süd-Kooperation für Bildung sowie 1984 stellvertretender Vorsitzender des Vorstands des Kanadischen Instituts für internationale Angelegenheiten. Ferner war er Mitglied mehrerer Vorstände wie der Kanadischen Schriftstellervereinigung von 1979 bis 1981, des Théâtre du Nouveau-Monde von 1982 bis 1984, des Verwaltungsrates der Jeunesses Musicales du Canada 1983 und 1984 sowie des Festival international du spectacle pour enfants 1984.

### Unterhausmitglied und Minister im Bundeskabinett

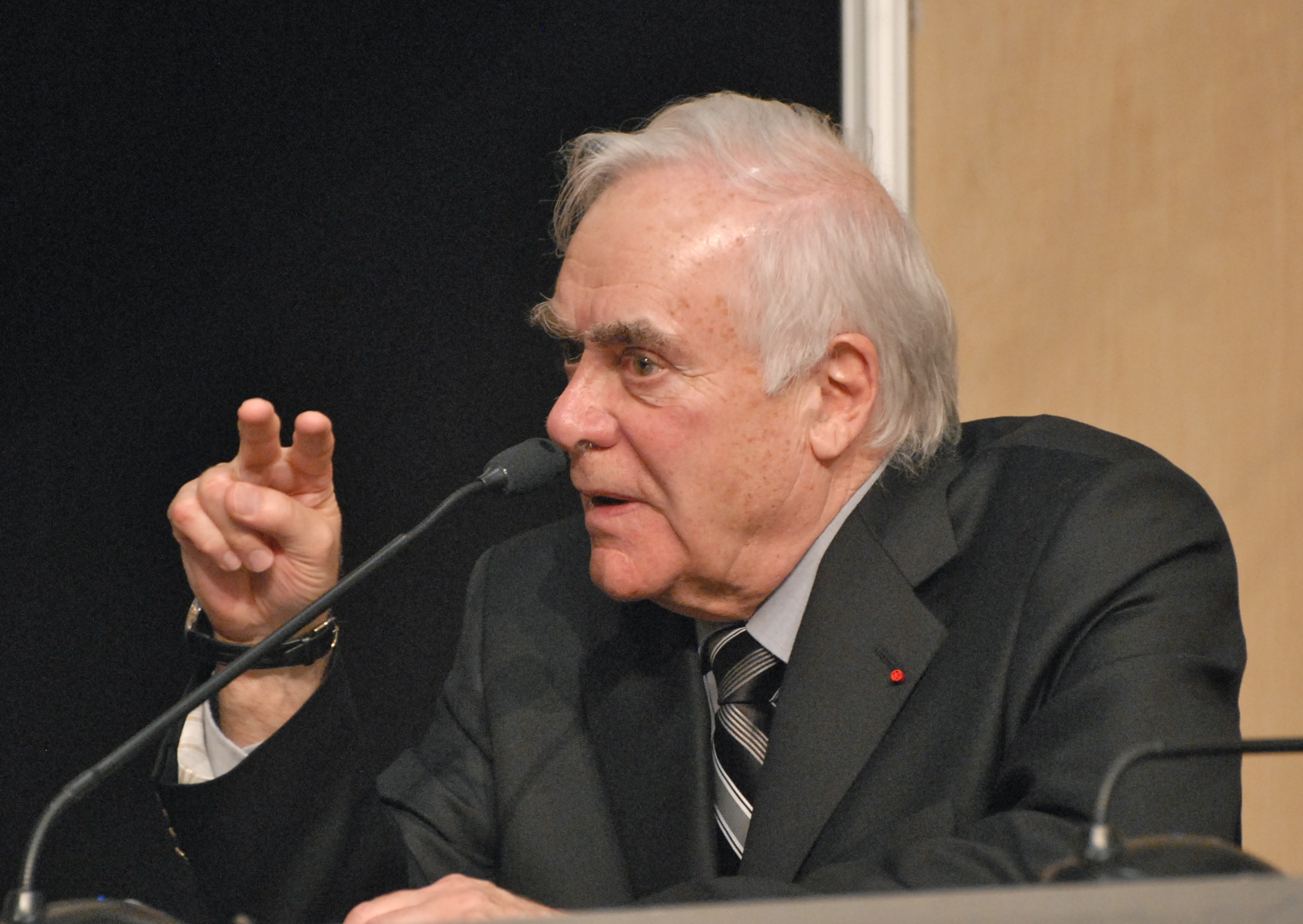
Marcel Masse (2012)

Bei der Unterhauswahl am 4. September 1984 wurde Masse für die Progressiv-konservative Partei Kanadas im Wahlkreis Frontenac mit 28.246 Stimmen erstmals zum Mitglied des Unterhauses von Kanada gewählt. Im daraufhin von Premierminister Brian Mulroney gebildeten 24. kanadischen Kabinett übernahm er am 17. September 1984 erstmals den Posten als Kommunikationsminister. Von diesem Amt trat er am 25. September 1985 zurück, da er Gegenstand einer Untersuchung wegen eines mutmaßlichen Verstoßes gegen das kanadische Wahlgesetz war, um die Integrität der Regierung zu schützen. Nach Abschluss der Untersuchungen wurde er am 30. November 1985 wieder zum Kommunikationsminister berufen und hatte dieses Amt bis zum 29. Juni 1986 inne. Im Zuge einer Umbildung des 24. Bundeskabinetts übernahm er am 30. Juni 1986 von Pat Carney den Posten als Minister für Energie, Bergbau und Ressourcen und verblieb in diesem Amt bis zu seiner Ablösung durch Jake Epp am 29. Januar 1989. Zugleich fungierte er vom 15. September 1985 bis zum 19. April 1988 als Vize-Vorsitzender des Kabinettsausschusses für die Entwicklung der Region Montreal, von Juli 1986 bis Februar 1990 als verantwortlicher Kabinettsminister für Québec sowie vom 4. Juli 1986 bis zum 20. April 1991 als Vize-Vorsitzender des Kabinettsausschusses für Kommunikation.
Marcel Masse wurde bei der Unterhauswahl am 21. November 1988 im Wahlkreis Frontenac mit 25.872 Stimmen wieder zum Mitglied des Unterhauses gewählt. Bei einer Kabinettsumbildung am 30. Januar 1989 löste er Lowell Murray als Kommunikationsminister ab und bekleidete dieses Amt bis zum 20. April 1991, woraufhin Perrin Beatty seine Nachfolge antrat. Zugleich fungierte er vom 30. Januar 1989 bis zum 20. April 1991 als Vorsitzender des Kabinettsausschusses für Kultur und nationale Identität. Bei einer neuerlichen Kabinettsumbildung wurde er am 21. April 1991 Nachfolger von Bill McKnight als Verteidigungsminister. Dieses Ministeramt bekleidete er bis zu seinem Rücktritt am 3. Januar 1993, als er erklärte, dass er bei den nächsten Wahlen am 25. Oktober 1993 nicht antreten würde und vor einer Kabinettsumbildung zurücktreten wolle. Sein Nachfolger als Verteidigungsminister wurde daraufhin am 4. Januar 1993 Kim Campbell. Während seiner Amtszeit als Verteidigungsminister fungierte er vom 21. April 1991 bis zum 3. Januar 1993 auch als Vize-Vorsitzender des Kabinettsausschusses für Außen- und Verteidigungspolitik. Für seine Verdienste um die Frankophonie wurde er am 29. November 1989 Kommandeur des Ordre de la Pléiade. Am 22. Juni 1995 erhielt er das Offizierskreuz des Ordre national du Québec sowie am 29. März 1999 auch das Offizierskreuz der Ehrenlegion. Darüber hinaus wurde er am 8. Oktober 2008 auch Kommandeur des Ordre des Palmes Académiques.
Marcel Masse war seit dem 30. August 1960 mit Cécile Martin verheiratet, deren Urgroßvater Jean-Louis Martin (1823–1861) im Jahr seines Todes 1861 kurzzeitig Mitglied der Legislativversammlung von Québec war. Aus dieser Ehe ging der Sohn Jean-Martin Masse, der sich bei der Unterhauswahl am 2. Juni 1997 erfolglos im Wahlkreis Saint-Laurent—Cartierville für ein Mandat im Unterhaus kandidierte.